# SM-65 Atlas

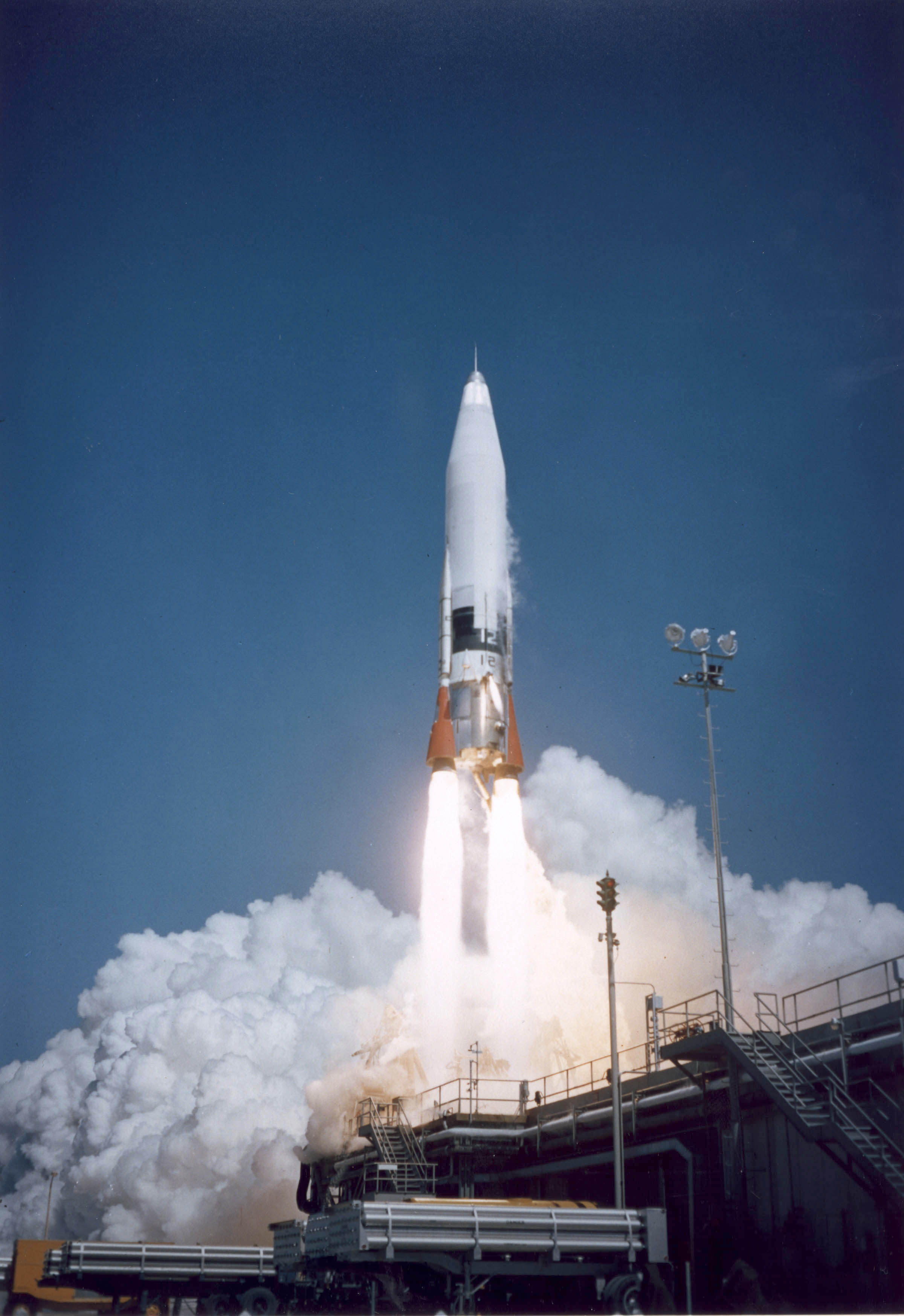

SM-65 Atlas, testată pentru prima oară în 1957, a fost prima rachetă balistică intercontinentală care a intrat în serviciu în Statele Unite. 